# Letha (cómic)
Letha (Hellen Feliciano) es una supervillana que aparece en los cómics estadounidenses publicados por Marvel Comics. El personaje ha sido representado como un exmiembro del equipo de villanas femeninas, las Grapplers.

## Historial de publicaciones
Letha apareció por primera vez en Marvel Two-in-One #54 (agosto de 1979) y fue creada por Mark Gruenwald y Ralph Macchio.
El personaje apareció posteriormente en Marvel Two-in-One #56-57 (octubre-noviembre de 1979), Dazzler #13 (marzo de 1982), Marvel Two-in-One #96 (febrero de 1983) y The Thing # 33 (marzo de 1986). Fue asesinada por el Azote del Inframundo en Capitán América #319 (julio de 1986).
Letha recibió una entrada en Official Handbook of the Marvel Universe Deluxe Edition #18.

## Biografía ficticia
Hellen Feliciano fue protegida de Auntie Freeze y miembro fundador de las Grapplers, junto con Titania, Poundcakes y Screaming Mimi. Ella, al igual que las otras Grapplers, era una luchadora reclutada por Roxxon Oil para irrumpir en el Proyecto Pegaso, pero fue detenida y cumplió condena en prisión.En prisión, lucharon contra Dazzler para vengar la muerte de Klaw, aunque fueron derrotados después de que ella les reflejara la voz de Screaming Mimi.La fuerza de Letha fue impulsada por Power Broker, y ella y sus cohortes se unieron a la Federación de Lucha de Clase Ilimitada.
Mientras planeaba vengar la muerte de Titania a manos de la Azote del Inframundo, Letha estaba entre los dieciocho villanos asesinados en el "Bar Sin Nombre" por Azote disfrazado de barman.
Más tarde, Letha estuvo entre los diecisiete criminales, todos asesinados por Azote, que fueron resucitados por Hood usando el poder de Dormammu como parte de un escuadrón reunido para eliminar a Punisher.Ahora puede afectar la agresión de un oponente, haciendo que la víctima se vuelva loca de rabia. Ella demuestra estos sus poderes haciendo que Cyclone venza salvajemente a Mind-Wave.Letha y Lascivious se encuentran con Mind-Wave (que se había hecho pasar por Iron Man) y terminan sobreviviendo a una explosión de granada que mata a Mind-Wave. Más tarde, Letha saca otra granada de la boca de Mirage. Al enterarse de que Cyclone y Miracle Man escaparon, Letha hace que Microchip les advierta que regresen o matará a sus seres queridos vivos. Ella y Lascivious luego ayudan a Human Fly a atacar a Punisher.Ella luchó contra Punisher nuevamente y es derrotada cuando él hace que se le caiga un autobús encima.
Aunque Letha y Lascivious fracasaron en su misión de matar a Punisher, Hood les permitió vivir. Reformaron a las Grapplers con Poundcakes y una nueva Screaming Mimi para atraer a la Mimi original, que se había convertido en una superheroína llamada Songbird. Las Grapplers finalmente fueron derrotadas y puestas bajo custodia, y la nueva Screaming Mimi dejó una vida delictiva.Letha apareció más tarde como miembro de los Maestros del Mal de Max Fury estacionados en Bagalia.En algún momento, Letha se hizo amiga de la segunda Titania, Mary MacPherran, y se unió a ella y a Poundcakes en una excursión a un bar para encontrarse con el Hombre Absorbente, Bestia y Wonder Man.
Después de que Jack Flag fuera traicionado por el Capitán América, quien había sido revelado como un agente de HYDRA, Letha se unió a Lascivious y Crossfire para casi robar al héroe inconsciente. Sin embargo, Sharon Carter y Free Spirit lograron convencer a los villanos de que abandonaran la escena.
Luego se vio a Letha trabajando con Poundcakes mientras extorsionaban a varios dueños de negocios en la ciudad de Nueva York. Letha descubrió al mayordomo de los Vengadores, Edwin Jarvis, mientras esperaba a Poundcakes durante una misión. Esto llevó a una batalla con la flamante Avispa, Nadia Pym. Nadia logró derrotar tanto a Letha como a Poundcakes, y presumiblemente la pareja fue encarcelada.Más tarde, Nadia contrataría a la pareja en su organización Geniuses in action Research Labs (G.I.R.L.), ya que pensó que podrían ser redimidos por sus crímenes pasados.
Mientras trabajaban como oficial de seguridad para G.I.R.L., Letha y Poundcakes continuaron con una carrera legítima en la lucha libre profesional. El dúo se autodenominó Skrull Kill Krew.Después de uno de sus partidos, Letha y el resto de G.I.R.L. regresaron a Laboratorios Pym y lo encontraron bajo ataque de A.I.M. Letha y Poundcakes fueron enviadas a buscar a la amiga de Nadia, Ying.

## Poderes y habilidades
Letha era una excelente luchadora y combatiente cuerpo a cuerpo conocida por su estilo de lucha altamente acrobático. Tiene una fuerza sobrehumana (2 toneladas) después del tratamiento de Power Broker. Letha llevaba una variedad de armas dentro de sus cinturones y correas de cuero especiales. También llevaba una cuerda para ayudarse a escalar paredes.
Después de su resurrección por Hood, Letha adquirió la capacidad de acceder a la parte del cerebro que regula la agresión.Ella es capaz de hacer que sus oponentes se vuelvan locos con rabia asesina. Ella es capaz de apuntar a muchos individuos a la vez, como cuando obligó a una habitación llena de veteranos a matarse entre sí para llamar la atención de Punisher.

## Otras versiones

### Marvel Zombies
Una versión zombificada de Letha apareció en el universo Marvel Zombies como habitante de Deadlands.